# Thanássis Intzóglou
Thanássis Intzóglou (grec moderne : Θανάσης Ιντζόγλου) est un footballeur grec, aujourd'hui retraité, jouant au poste d'attaquant durant les années 1960 et 1970.
Il est né le 22 août 1945 et n'a connu que deux clubs dans sa carrière : Panionios entre 1964 et 1976, et Ethnikos Le Pirée de 1976 à 1978.
Intzoglou a remporté deux fois le titre de meilleur buteur d'Alpha Ethniki, la première division grecque, lors des saisons 1967-1968 et 1976-1977. Durant l'ensemble de sa carrière, il aura joué 347 matchs de première division, et marqué 125 buts.
Il a été appelé quatre fois en équipe nationale de Grèce. Les trois premières sélections ont été à l'occasion de la tournée amicale de la Grèce en Australie, en juillet 1969. La 4e et dernière a eu lieu le 12 mai 1971, lors du match des éliminatoires pour l'Euro 72, en Suisse, avec une défaite 1 à 0.